# Prothèse palatine

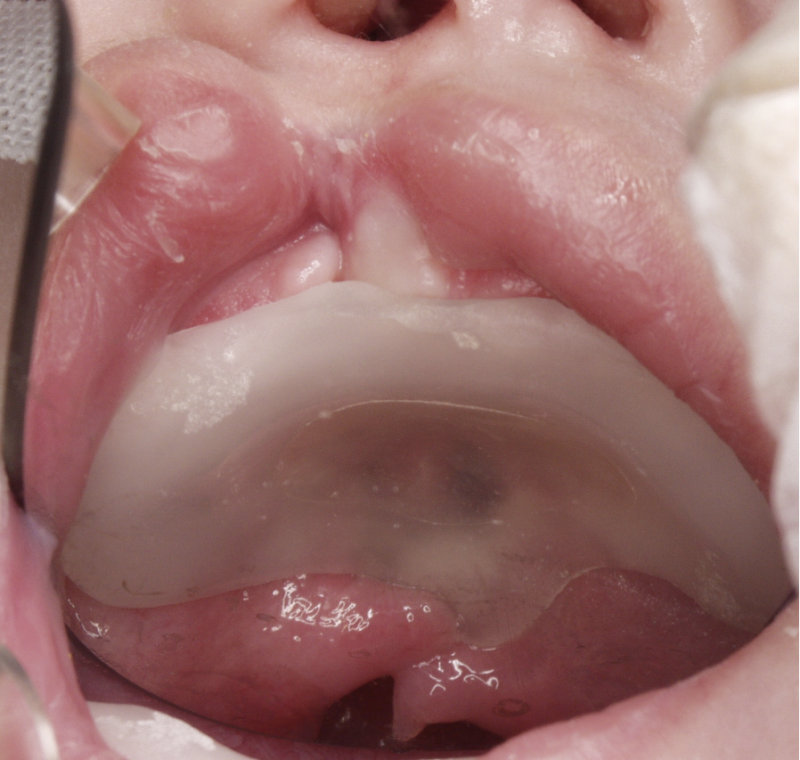
Moulage alvéolaire.

La prothèse palatine ou  prothèse vélopalatine est un dispositif prothétique destiné à obstruer une perte de substance au niveau du palais. Son origine remonte à Ambroise Paré, au XVIe siècle. Elle permet notamment de combler une fente palatine congénitale ou consécutive à une maxillectomie, restaurant ainsi les fonctions de déglutition, de mastication et de phonation. Elle se compose d'une plaque palatine, en résine ou en métal, et d'un obturateur maxillaire reposant sur la partie supérieure de la plaque. Il existe également des obturateurs palatins stables et autonomes, rigides (en résine) ou souples (en silicone), ne nécessitant pas un appareillage articulé aux dents. En revanche, les prothèses obturatrices ne sont pas toujours adaptées aux patients totalement édentés  et des implants peuvent alors aider sa rétention. La radiothérapie et la chimiothérapie entraînent cependant un plus grand risque d'échec de cette solution, en raison du risque d'ostéoradionécrose.